# Marathon van Dubai 2005
De marathon van Dubai 2005 vond plaats op vrijdag 7 januari 2005. Dit was de zesde editie van het jaarlijkse evenement, dat werd gesponsord door Samsung.
De wedstrijd werd, net als het jaar ervoor, gewonnen door een Ethiopiër. Ditmaal was het Dejene Guta, die met een tijd van 2:10.49 met de hoogste eer streek. Hij won hiermee $ 25.000 aan prijzengeld. De Keniaan Willy Cheruiyot werd tweede in 2:11.24 met slechts twee seconden voorsprong op de eveneens Ethiopische Gidem Gebrekidan. Bij de vrouwen zegevierde eveneens een Ethiopische, Deribe Hunde. Zij liet bij de finish 2:39.08 voor zich noteren en was hiermee vijf seconden sneller dan haar naaste rivale, de Keniaanse Delillah Asiago.

## Uitslagen

### Mannen
| rang   | naam                   | land | tijd    |
| ------ | ---------------------- | ---- | ------- |
| Goud   | Dejene Guta            | ETH  | 2:10.49 |
| Zilver | Willy Cheruiyot        | KEN  | 2:11.24 |
| Brons  | Gidem Gebrekidan       | ETH  | 2:11.26 |
| 4      | Johnstone Chepkwony    | KEN  | 2:11.28 |
| 5      | Augustus Kavutu        | KEN  | 2:11.39 |
| 6      | Joseph Mbithi          | KEN  | 2:11.53 |
| 7      | Gebremadhn Gebremairan | ETH  | 2:12.01 |
| 8      | Joseph Peter Kadon     | KEN  | 2:12.07 |
| 9      | Getuli Bayo            | TAN  | 2:12.53 |
| 10     | Shimeles Molla         | ETH  | 2:13.23 |
| 11     | Josephat Yego          | KEN  | 2:15.38 |
| 12     | Ashebir Demisse        | ETH  | 2:15.51 |
| 13     | Joseph Talam           | KEN  | 2:16.05 |
| 14     | Christopher Kipkoech   | KEN  | 2:16.30 |
| 16     | Paul Njoroge           | KEN  | 2:20.53 |
| 17     | Meshack Mutungu        | KEN  | 2:21.34 |
| 18     | Lewis Masunda          | ZIM  | 2:29.36 |
| 19     | David Kiplagat         | KEN  | 2:30.24 |
| 21     | Mitsunori Hirayama     | JPN  | 2:33.59 |

### Vrouwen
| rang   | naam             | land | tijd    |
| ------ | ---------------- | ---- | ------- |
| Goud   | Deribe Hunde     | ETH  | 2:39.08 |
| Zilver | Delillah Asiago  | KEN  | 2:39.13 |
| Brons  | Larisa Malikova  | RUS  | 2:40.27 |
| 4      | Yihunlish Bekele | ETH  | 2:43.10 |
| 5      | Salome Getnet    | ETH  | 2:43.37 |
| 6      | Emily Cheptoo    | KEN  | 2:48.10 |
| 7      | Krystyna Kuta    | POL  | 2:48.24 |
| 8      | Zeddy Chesire    | KEN  | 3:07.50 |
| 11     | Ana Lupan        | ROU  | 3:22.12 |

2000 ·
2001 ·
2002 ·
2003 ·
2004 ·
2005 ·
2006 ·
2007 ·
2008 ·
2009 ·
2010 ·
2011 ·
2012 ·
2013 · 
2014 · 
2015 ·
2016 ·
2017